# فینال جام حذفی فوتبال انگلستان ۱۹۶۴
فینال جام حذفی فوتبال انگلستان ۱۹۶۴، رقابت پایانی جام حذفی فوتبال انگلستان در سال ۱۹۶۴ میلادی است که مابین دو تیم باشگاه فوتبال وستهام یونایتد و باشگاه فوتبال پرستون نورث‌اند در ورزشگاه ومبلی لندن برگزار شده‌است.
این مسابقه که در تاریخ ۲ مه ۱۹۶۴ انجام شده‌است با نتیجه ۳ بر ۲ به سود تیم باشگاه فوتبال وستهام یونایتد به پایان رسید.